# Halbleiterhersteller
Ein Halbleiterhersteller ist ein Unternehmen, das auf Halbleiter basierende elektronische Bauteile herstellt, entweder integrierte Schaltungen (IC) oder einzelne Bauelemente wie Dioden und Transistoren (diskrete Halbleiter). Das ursprüngliche, immer noch existierende Geschäftsmodell ist der Integrated Device Manufacturer (IDM), der die Halbleiter-Bauteile selbst entwickelt, produziert und vermarktet.

## Produktionsbedingungen
Laut dem Zentralverband Elektrotechnik- und Elektronikindustrie (ZVEI) lässt sich eine Chipfabrik nicht kostendeckend betreiben, wenn sie nicht konstant zu mindestens 85 Prozent ausgelastet ist. Das Produktionsniveau umzustellen dauert laut ZVEI drei bis vier Monate und kostet – wenn die Produktion aufgestockt wird – Milliarden im zweistelligen Bereich.

## Spezialisierung
Aufgrund der enormen Kosten, die sowohl bei der Entwicklung als auch der Produktion von komplexen Halbleitern mit immer kleineren Strukturen anfallen, setzte in letzter Zeit eine zunehmende Spezialisierung ein. Neben den IDMs treten auf die (Massen-)Herstellung spezialisierte Unternehmen Foundries (Auftragsfertiger) auf, bei denen viele IDMs einen Teil ihrer Produktion laufen lassen. Auf der anderen Seite gibt es Fabless-Unternehmen, die sich rein auf die Entwicklung fokussieren und ausschließlich bei Foundries produzieren. Ähnlich verhält es sich mit der Gehäusemontage und dem Test der Halbleiter, die meist bei spezialisierten OSAT-Unternehmen (Outsourced Semiconductor Assembly and Test, dt. „ausgelagerte Halbleiter-Montage und -Test“) durchgeführt werden.
Neben diesen Fabless-Foundry-Geschäftsmodellen gibt es ASIC-Hersteller, die die Entwicklung/Produktion im Kundenauftrag durchführen sowie IP-Hersteller, die Teillösungen (Module) für andere Hersteller entwickelt. In der Praxis sind häufig Mischformen anzutreffen.

## Segmente
Aufgrund der Vielzahl der möglichen Produkte, haben sich eigene Hersteller für z. B. optoelektronische Geräte (LEDs, Laser usw.) herausgebildet. Im Folgenden sind einige Beispiele (Hersteller) aufgezählt. Nicht zu den Halbleiterherstellern, aber mit angrenzenden Tätigkeiten (z. B. Back-end) zählen die Electronic Manufacturing Service (EMS) Anbieter, wie z. B. Foxconn. Die Liste ist insofern nicht vollständig, da einige Hersteller, z. B. Intel auch andere Produkte herstellen (z. B. Wireless-Chips). Die Liste gibt nur einen groben Überblick und Beispiele zur Orientierung.

### Mikroprozessoren / Grafikprozessoren
Für Desktops, Server u. a.
- AMD (mittlerweile Fabless durch Ausgründung von Globalfoundries)
- Intel (IDM)
- Nvidia

### Mikrocontroller und andere ICs
- Infineon
- NXP Semiconductors
- Renesas
- Sony[4] (z. B. Tunneldiode, CCD und ab 2004 CMOS-Bildsensoren, die Cell Broadband Engine und vieles mehr)[5]
- STMicroelectronics
- Texas Instruments

### MMICs/Mikrowellen/Kommunikation
- MACOM
- Qorvo (ehem. TriQuint)
- Raytheon
- Skyworks

### Opto-Halbleiter
Beispiele:
- Coherent
- Cree (heute: Wolfspeed)[7]
- Osram Opto Semiconductors (heute JV bzw. Zusammenschluss mit ams)
- Nichia

### Speicher-Halbleiter
Die Hauptprodukte sind NVM und DRAM. Beispiele:
- Kingston
- Kioxia
- Micron
- Nanya
- Samsung
- SK Hynix

### MEMS
Auch für Mikrosysteme gibt es eigene Unternehmen, die als IDMs, Foundries, Fabless tätig sind oder F&E anbieten.

## Marktsituation
Die Halbleiterhersteller zählen zur Halbleiterindustrie, welche heutzutage weltweit aufgestellt sind und als Zulieferer Märkte wie bspw. die Automobilindustrie oder Unterhaltungselektronik bedienen.
Bei den Speicher-Herstellern kam es aufgrund der Oligopol-Stellung in der Vergangenheit bereits zu einem Preisabsprache-Skandal.

## Rankings
Der größte Halbleiterlieferant ist (Stand 2024) Samsung Electronics vor Intel. Die Lieferanten der Liste stellen die Halbleiter z. T. selbst her (IDM) oder lassen sie bei Foundries herstellen. Einige haben keine eigenen Fabs, sind also fabless-Lieferanten.
| Rang 2024 | Rang 2023 | Unternehmen         | Land               | Umsatz 2024 in Mrd. USD | Umsatz 2023 in Mrd. USD | Marktanteil 2024 | Wachstum 2023–2024 |
| --------- | --------- | ------------------- | ------------------ | ----------------------- | ----------------------- | ---------------- | ------------------ |
|           |           | Gesamt              |                    | 625,971                 | 529,964                 | 100,0 %          | 18,1 %             |
| 01        | 02        | Samsung Electronics | Korea Sud          | 066,524                 | 040,942                 | 010,6 %          | 62,5 %             |
| 02        | 01        | Intel               | Vereinigte Staaten | 049,189                 | 049,117                 | 007,9 %          | 0,1 %              |
| 03        | 05        | Nvidia              | Vereinigte Staaten | 045,988                 | 025,053                 | 007,3 %          | 83,6 %             |
| 04        | 06        | SK Hynix            | Korea Sud          | 042,824                 | 023,027                 | 006,8 %          | 86,0 %             |
| 05        | 03        | Qualcomm            | Vereinigte Staaten | 032,358                 | 029,225                 | 005,2 %          | 10,7 %             |
| 06        | 12        | Micron Technology   | Vereinigte Staaten | 027,843                 | 016,123                 | 004,4 %          | 72,7 %             |
| 07        | 04        | Broadcom Inc.       | Vereinigte Staaten | 027,641                 | 025,613                 | 004,4 %          | 7,9 %              |
| 08        | 07        | AMD                 | Vereinigte Staaten | 023,948                 | 022,307                 | 003,8 %          | 7,4 %              |
| 09        | 08        | Apple               | Vereinigte Staaten | 018,880                 | 018,052                 | 003,0 %          | 4,6 %              |
| 10        | 09        | Infineon            | Deutschland        | 016,001                 | 017,022                 | 002,6 %          | -6,0 %             |
|           |           | Sonstige            |                    | 274,775                 | 263,483                 | 043,9 %          | 4,3 %              |